# Vladimir Nikolaïev (architecte)
Pour les articles homonymes, voir Vladimir Nikolaïev et Nikolaïev.
Vladimir Nikolaïev (en russe : Влади́мир Никола́евич Никола́ев), né en 1847 à Pouchkine (Tsarskoïe Selo) dans l'Empire russe et mort le 11 novembre 1911 à Kiev, est un architecte russe.

## Galerie

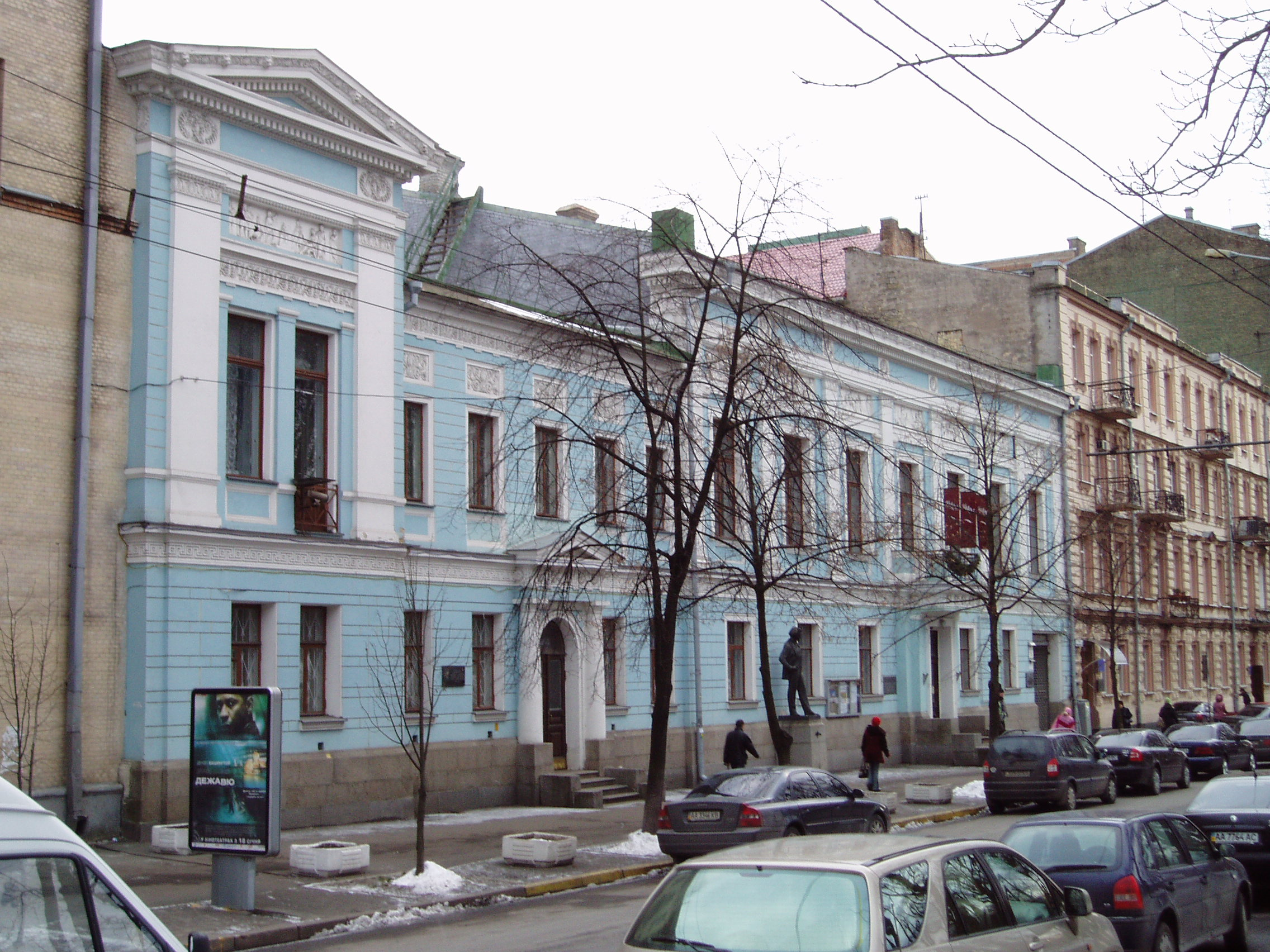
Musée national de Kiev.
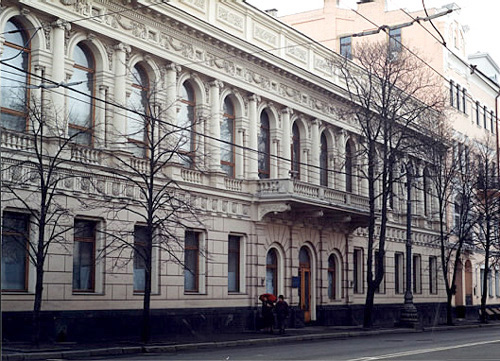
Manoir Galperine, bâtiment du Comité de la Rada d'Ukraine.
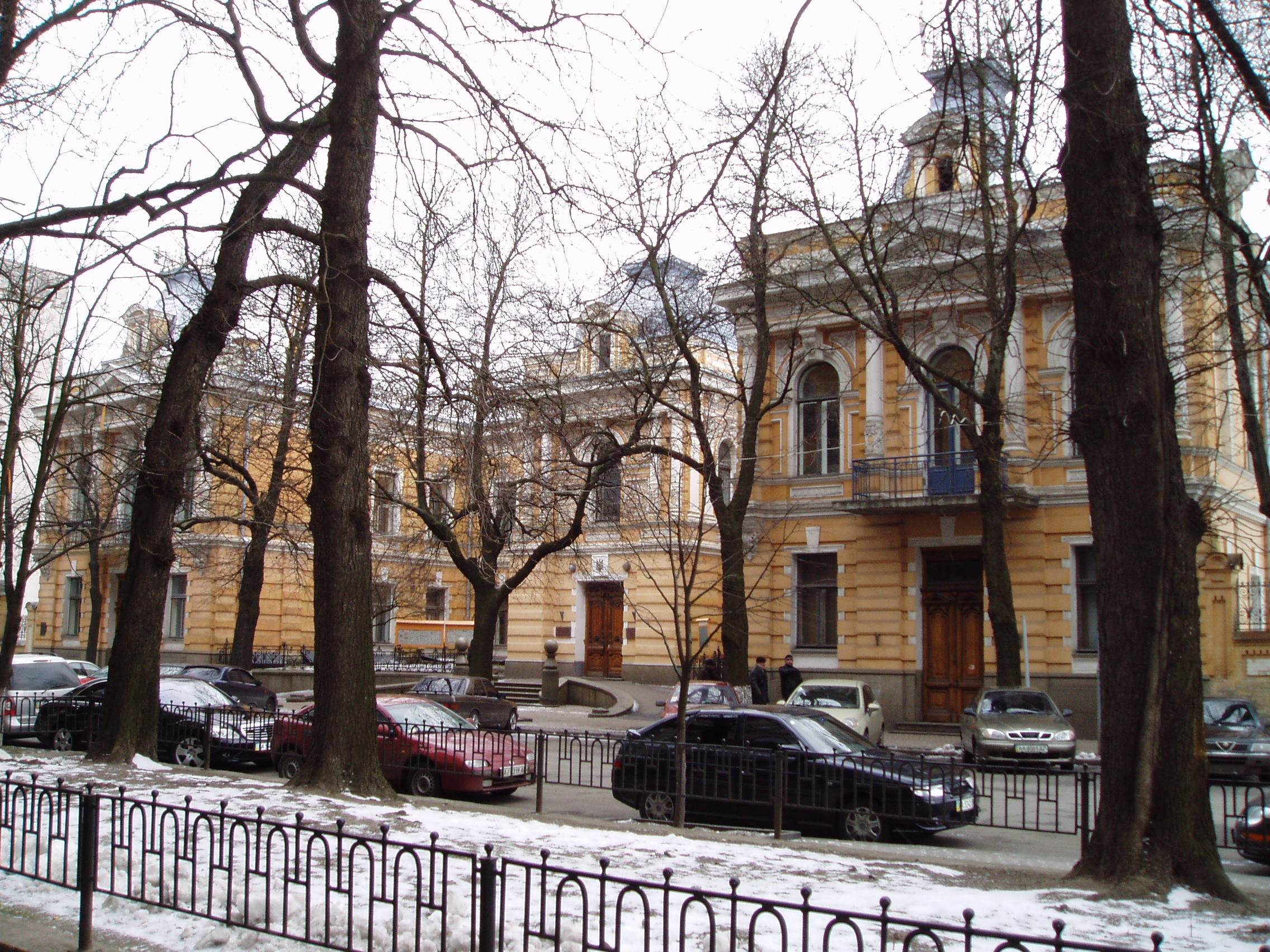
Villa Liberman, bâtiment de l'Union des écrivains d'Ukraine.
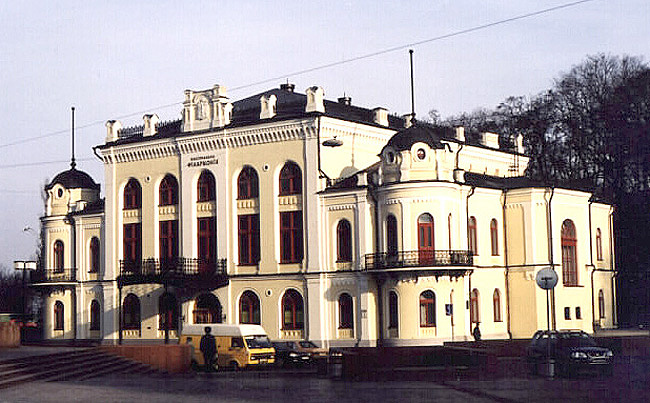
Philharmonie de Kiev.
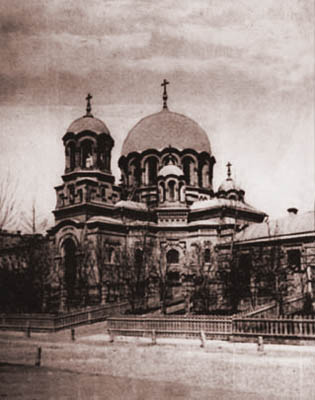
Église de l'Annonciation.
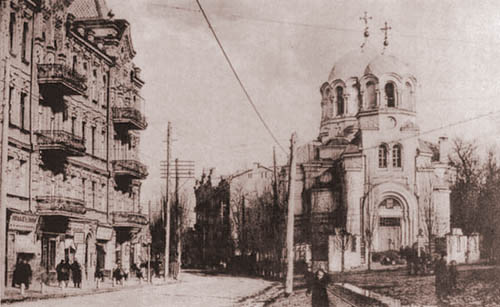
Église Sretenski.
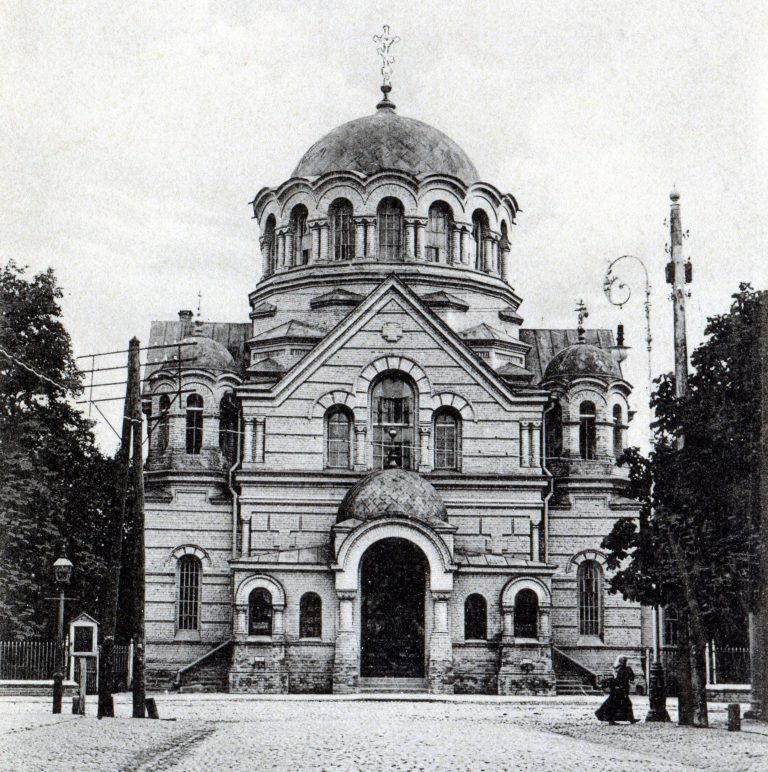
Église Saint-Alexandre-Nevsky de Kiev.
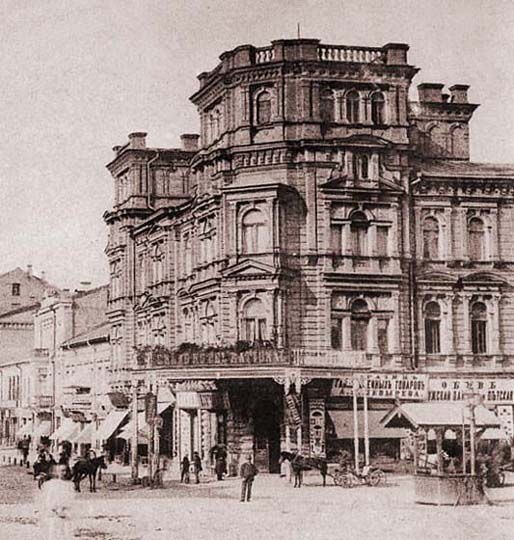
Hôtel National.
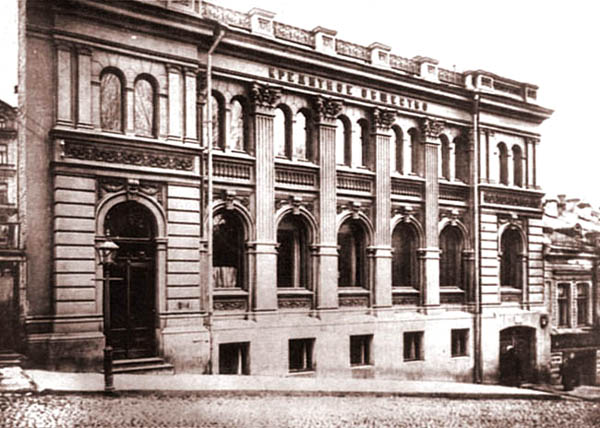
Bâtiment de la société des crédits de Kiev.